# Kivalina

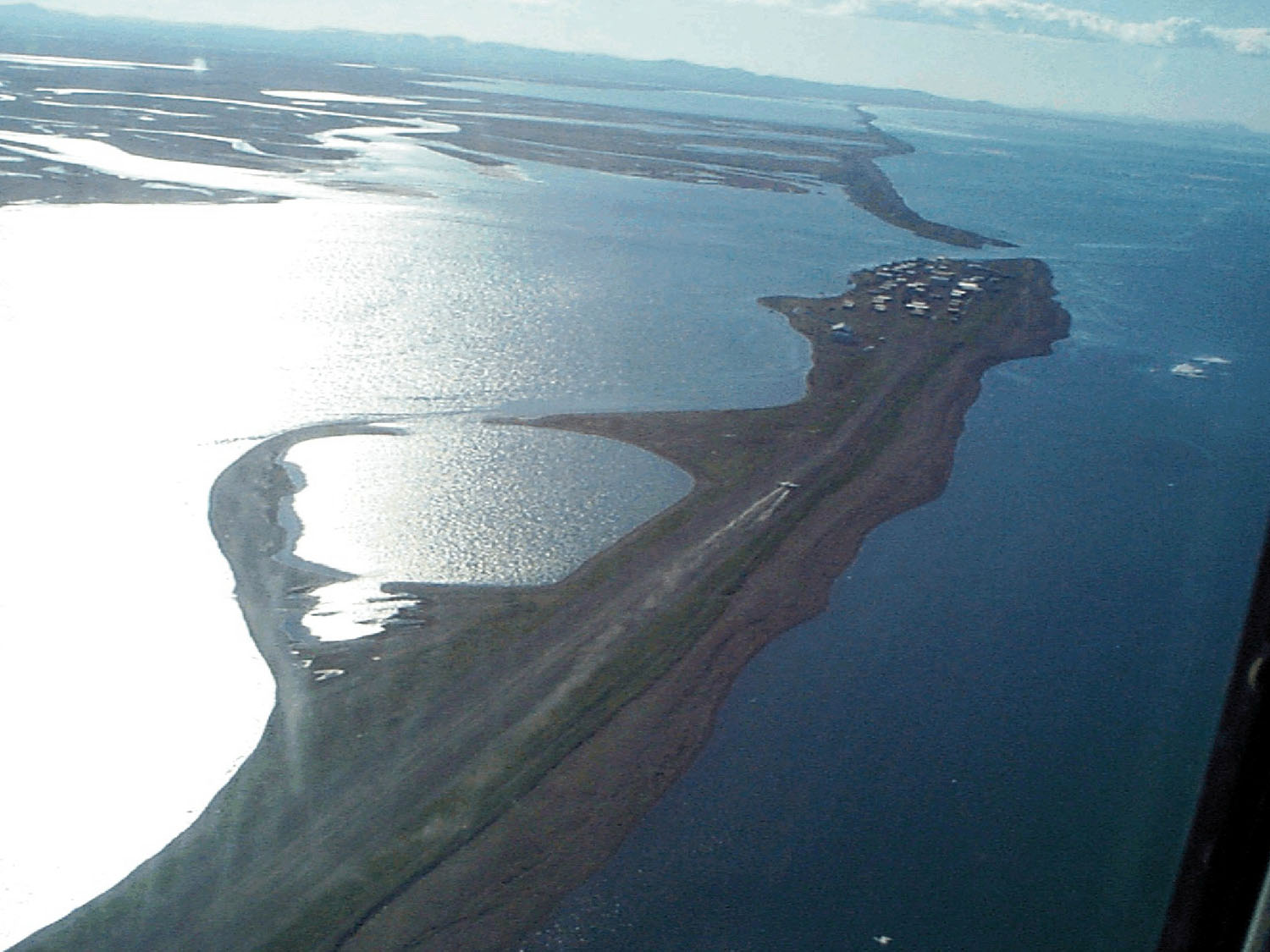
Kivalina vanuit de lucht

Kivalina is een plaats (city) in de Amerikaanse staat Alaska, en valt bestuurlijk gezien onder Northwest Arctic Borough.

## Demografie
Bij de volkstelling in 2000 werd het aantal inwoners vastgesteld op 377. In 2006 is het aantal inwoners door het United States Census Bureau geschat op 393, een stijging van 16 (4.2%).
Door de opwarming van de Aarde kan Kivalina voor 2023 onder de zeespiegel verdwenen zijn.

## Geografie
Volgens het United States Census Bureau beslaat de plaats een oppervlakte van 10,0 km², waarvan 4,8 km² land en 5,2 km² water.

## Plaatsen in de nabije omgeving
De onderstaande figuur toont nabijgelegen plaatsen in een straal van 120 km rond Kivalina.